# 大卫·刘易斯
大卫·凯洛格·刘易斯（英語：David Kellogg Lewis，1941年9月28日—2001年10月14日）是一位美国哲学家，被普遍认为是20世纪最重要的哲学家之一。1970年起，刘易斯短暂地在加州大学洛杉矶分校任教、后在普林斯顿大学任教直到死去。
刘易斯在语言哲学、心灵哲学、概率哲学、认识论、哲学逻辑、美学、数学哲学、时间哲学、科学哲学都作出重要贡献。他在这大部分领域中被认为是近几十年最重要的人物之一。不过刘易斯关于形而上学、语言哲学和语义学的作品最为著名。其中 On the Plurality of Worlds (1986) 和 Counterfactuals (1973) 更被认为是经典。他与罗伯特·斯塔纳克关于逻辑与反事实条件的论述被各个哲学家和语言学家广泛采用。他的形而上学对模态实在论、反事实条件的发展、反事实因果和“休谟的随附性”的地位产生了影响深远的贡献。在他详尽的著作 On the Plurality of Worlds (1986) 中，他拥护模态实在论，认为逻辑空间的可能世界作为具体的实体存在，而我们的世界只是所有平等真实的可能世界之一。

## 早年生活与教育
刘易斯出生于俄亥俄州，曾就读于斯沃斯莫尔学院、牛津大学。他于1967年获得哈佛大学博士学位，曾师从威拉德·冯·奥曼·蒯因。1970年，任教于普林斯顿大学。